# Polymorphic System 8813
Polymorphic System 8813 (System 8813) је професионални рачунар, производ фирме Polymorphic који је почео да се израђује у САД током 1977. године.
Користио је Intel 8080A као централни микропроцесор а RAM меморија рачунара System 8813 је имала капацитет од 48,5 KB (512 бајтова за CPU + 48KB за S100 магистралу). 
Као оперативни систем кориштен је Polymorphic OS.

## Детаљни подаци
Детаљнији подаци о рачунару System 8813 су дати у табели испод.
|                       |                                       |
| 8813                  |                                       |
| Произвођач            |                                       |
| Тип                   | професионални рачунар                 |
| Меморија              | 48,5 (512 бајтова CPU + 48KB за S100) |
| Поријекло             | Сједињене Америчке Државе             |
| Година                | 1977                                  |
| Тастатура             | тастатура са пуним помаком тастера    |
| Процесор              |                                       |
| Фреквенција процесора | 2 8080A, ради на 1,8432               |
| RAM                   | 48,5                                  |
| ROM                   | 3 (монитор)                           |
| Текст                 | 64 знакова x 16 линија                |
| Графика               | 128 x 48 блок графика                 |
| Боја                  | монохроматски                         |
| Звук                  | непознато                             |
| Димензије             | око 6 kg (главна јединица)            |
| Портови               |                                       |
| Оперативни систем     |                                       |